# Historia strojów Realu Madryt

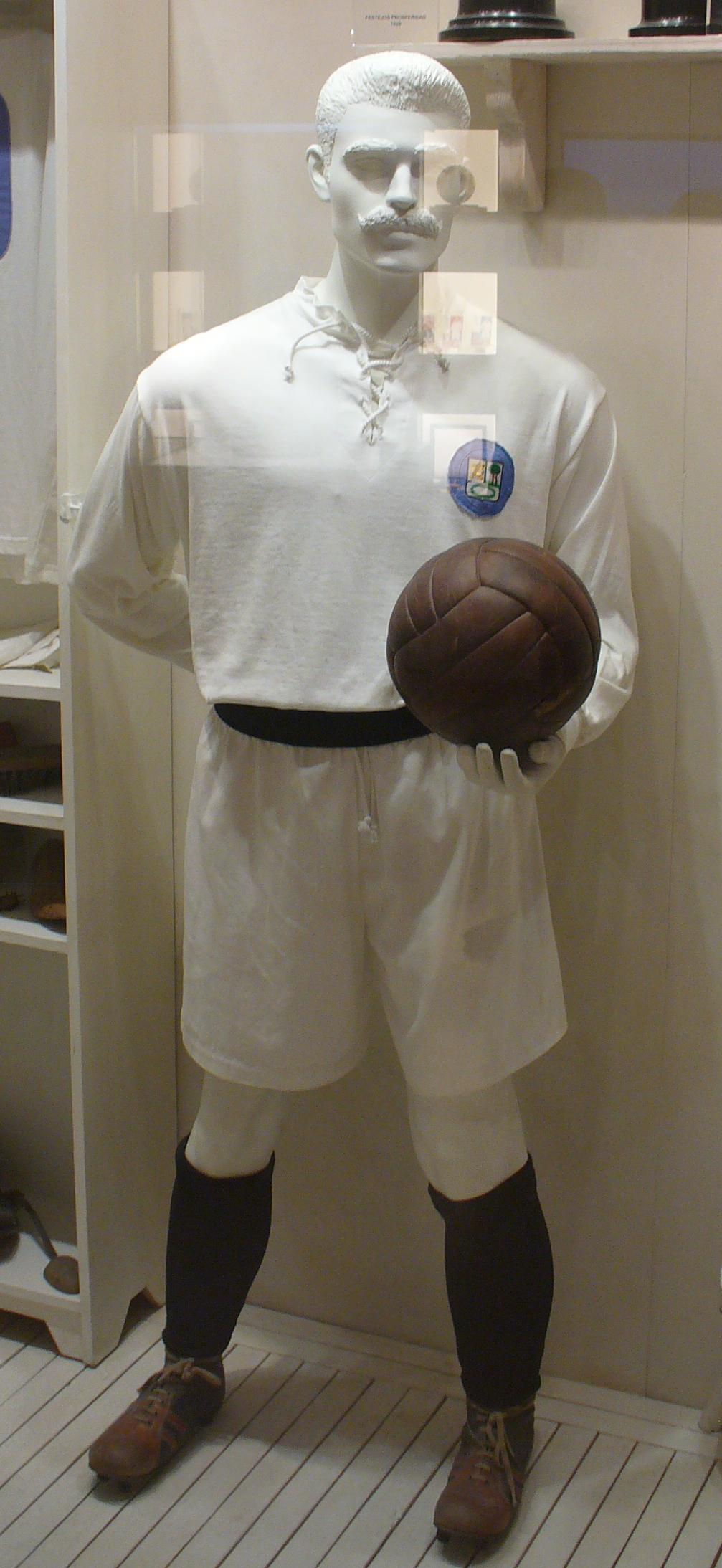
Strój z pierwszych lat istnienia klubu

Historia strojów Realu Madryt wywodzi się z czasów, gdy w Hiszpanii pojawiał się nowy sport – foot ball. W tamtych czasach piłkarze zdejmowali do gry ubrania, pozostając w bieliźnie – białym podkoszulku i kalesonach. Aby zawodnicy przeciwnych drużyn mogli się nawzajem odróżniać, zakładali na ramiona, tak, aby przechodziły na ukos przez pierś, szarfy w kolorze niebieskim lub czerwonym. Te jednak w trakcie gry spadały, co w końcu sprawiło, że drużyny zaczęły poszukiwać nowych uniformów; Madrid FC zaś, jako najstarszy z madryckich klubów, postanowił nadal używać stroju jednolicie białego. 
W statucie klubowym z roku 1902 przeczytać można, iż ubiór meczowy wyglądać ma następująco: spodnie ciemnoniebieskie, krótkie i proste, koszulka biała i getry ciemne, a na mecze wyjątkowe: spodnie i koszulka białe, getry czarne z pasem w barwach narodowych, uzupełnione ciemnoniebieskim kaszkietem. Z czasem postawiono na wykorzystywanie jedynie białych kompletów, a w 1911 zmieniono kolor getrów na ciemnoniebieski.
Podczas sezonu 1925/1926 nastąpiła kolejna duża zmiana – piłkarze klubu, obrońcy Pedro Escobal i Félix Quesada, podczas podróży do Anglii zetknęli się ze światowej sławy ekipą Corinthian F.C., która grała w zapinanych na guziki koszulach z surowego jedwabiu i czarnych spodenkach. W uznaniu dla Corinthians piłkarze ci zaproponowali, by tak właśnie ubierał się ich klub. Tak też się stało, ale trwało to jedynie przez rok, do chwili, gdy Real Madryt poniósł bolesną porażkę z FC Barcelona w dwumeczu Pucharu Hiszpanii. Ówczesny prezes, Pedro Parages, doszedł do wniosku, że winne temu są nielubiane przezeń nowe stroje i już w szatni stadionu Les Corts, tuż po meczu rewanżowym, oznajmił zawodnikom, że klub wraca do poprzedniego kroju i koloru ubiorów.
Na kolejną zmianę trzeba było czekać do 1955, kiedy getry również stały się białe, a na jeszcze kolejną – aż do 1980. Właśnie w tym roku stroje Realu Madryt zaczęły być oficjalnie dostarczane przez zajmującą się tego typu produktami firmę – Adidasa.

## Ewolucja strojów
| 1902 | 1902–08 | 1908–11 | 1911–14 | 1914–20 | 1920–25 | 1925–26 | 1926–31 | 1931–41 | 1941–52 |

| 1952–55 | 1955–80 | 1960 | 1980–82 | 1982–84 | 1984–86 | 1986–89 | 1989–90 | 1990–92 | 1992–93 |

| 1993–94 | 1994–96 | 1996–97 | 1997–98 | 1998–00 | 2000–01 | 2001–02 | 2002–03 | 2003–04 | 2004–05 |

| 2005–06 | 2006–07 | 2007–08 | 2008–09 | 2009–10 | 2010–11 | 2011–12 | 2012–13 | 2013–14 | 2014–15 |

| 2015–16 | 2016–17 | 2017–18 | 2018–19 | 2019–20 | 2020-21 | 2021-22 | 2022-23 | 2023-24 |

## Producenci
- Adidas: 1980–1986
- Hummel: 1986–1994
- Kelme: 1994–1998
- Adidas: 1998-

## Sponsorzy
- ZANUSSI: 1982–1985
- parmalat: 1985–1989
- Reny Picot: 1989–1991
- OTAYSA: 1991–1992
- Teka: 1992–2001
- Realmadrid.com: 2001
- SIEMENS Mobile: 2002–2005
- SIEMENS: 2005–2006
- BenQ SIEMENS: 2006–2007
- Bwin: 2007–2013
- Fly Emirates: 2013-